# Absurd (pel·lícula)
Absurd (estrenada en italià com Rosso Sangue, també coneguda com Anthropophagus 2, Zombie 6: Monster Hunter, Horrible i The Grim Reaper 2) és una pel·lícula slasher italiana del 1981 dirigida, fotografiada i coproduïda per Joe D'Amato i protagonitzada per George Eastman, qui també va escriure la història i el guió.

## Argument
Mikos Tanoupoulos és un home que va ser experimentat en un experiment científic aprovat per l'església que li va donar un factor de curació, però sense voler-ho el va tornar boig. El sacerdot del Vaticà que el va ajudar a crear-lo persegueix l'homicida Mikos a una petita ciutat nord-americana, intentant matar-lo empalant-lo en un conjunt de baranes que el destripen, però és ressuscitat més tard en un hospital local. Després d'assassinar brutalment una infermera, el boig s'escapa i s'endinsa en una matança. El sacerdot informa l'hospital i les autoritats que l'única manera de matar en Mikos és "destruir la massa cerebral".
Mentre atacava un motorista després de fugir de l'hospital, en Mikos és atropellat per un conductor que fuig. El conductor del cotxe, el senyor Bennett, i la seva dona van a casa d'un amic per veure un partit de futbol, deixant els seus dos fills a casa amb una mainadera. La seva filla Katia està tancada al llit a causa d'un problema amb la columna vertebral, mentre que el seu germà petit creu que el 'Bogeyman' ve a buscar-lo.
En Mikos es dirigeix cap a casa dels Bennett i comença a assassinar a tothom. A la Peggy, una amiga de la família, li clava al cap un piquet, i a la mainadera li posa al dins d'un forn i és apunyalada a la gola amb unes tisores, però no abans d'enviar el germà a buscar ajuda. La Katia lluita des del seu llit per enfrontar-se a l'assassí. Mikos entra a l'habitació de Katia i l'ataca, però ella aconsegueix apunyalar-lo als ulls amb una brúixola. Llavors va ensopegar pel passadís mentre l'assassí encegat trontolla darrere d'ella. Ell la persegueix per la casa, però la Katia aconsegueix eludir-lo. El sacerdot arriba i lluita amb en Mikos, i la Katia agafa una destral d'una armadura decorativa i decapita en Mikos. La policia i la resta de la família arriben per descobrir la Katia parada a la porta, coberta de sang, sostenint el cap tallat d'en Mikos.

## Repartiment
- George Eastman - Mikos Tanoupoulos
- Annie Belle - Emily
- Charles Borromel - Sergent Ben Engleman
- Edmund Purdom - Sacerdot
- Katya Berger - Katya Bennett
- Kasimir Berger - Willy Bennett
- Hanja Kochansky - Carol Bennett, la mare
- Ian Danby - Ian Bennett, el pare
- Ted Rusoff - Doctor Kramer
- Cindy Leadbetter - Peggy (sense acreditar)
- Lucía Ramírez - dona anomenada Angela a la televisió (sense acreditar)
- Mark Shannon - Home a la televisió (sense acreditar)
- Michele Soavi - Ciclista (sense acreditar)
- Goffredo Unger - propietari del taller de màquines (sense acreditar)[2]
- Martin Sorrentino com a adjunt (sense acreditar)
- James Sampson com a policia a l'estació (sense acreditar)

## Producció
George Eastman, el protagonista i guionista de la pel·lícula, recorda que el director i productor Joe D'Amato volia que fos una seqüela adequada d' Antropophagus (1980), mentre que el mateix Eastman s'hi va oposar. Aleshores, D'Amato només li va demanar que hi actués, però quan Eastman va llegir el tractament que algú havia escrit, li va semblar tan dolent que va decidir escriure'n un per a D'Amato. Eastman recorda haver-lo reescrit. "des de zero, com un d'aquells thrillers americans, estil Halloween".
El rodatge va tenir lloc el maig de 1981 en un període relativament curt. Eastman recorda que tota la pel·lícula es va rodar a la nit. Els dos actors nens, Katia i Kasimir Berger, eren fills de William Berger.
Michele Soavi, que va interpretar un motorista a la pel·lícula, es va convertir en un director de cinema de terror italià d'èxit per dret propi. Més tard, D'Amato va produir el primer esforç de direcció de Soavi, Stage Fright, que va dir que era "... de totes les pel·lícules que vaig produir, la meva preferida, i Soavi és la el més talentós de tots els joves directors que he llançat... Em sembla molt bé d'ell."
Absurd va ser la primera pel·lícula de D'Amato parlada en anglès, ja que va ser concebut quasi exclusivament per al mercat exterior.
En un moment del rodatge, segons els documents personals de D'Amato, el títol provisional de la pel·lícula era La porta dell'oltretomba.
La casa on està ambientada la major part de la pel·lícula es trobava a Riano Romano, prop de Roma. Donatella Donati recordava que pertanyia a unes noies que la llogaven. com a plató de pel·lícula. Uns mesos més tard, l'estiu de 1981, el mateix conjunt es va utilitzar a les tres pel·lícules per a adults Babysitter, Pat una donna particolare i ...e il terzo gode dirigida per Alberto Cavallone amb el pseudònim de "Baron Corvo".
D'Amato va produir la pel·lícula amb el seu "P.C.M. International" (l'acrònim que significa "Produzioni Cinematografiche Massaccesi"), que ja havia utilitzat per produir Sesso nero i Antropophagus, mentre que Edward Sarlui va proporcionar finançament addicional. amb la seva empresa panamenya Metaxa Corporation i va fer d'escut, tant és així que la pel·lícula mai es va convertir en italiana i va acabar sent oficialment panamenya. Amato més tard la va revertir i la va distribuir amb la seva companyia "Cinema 80".

## Relació ambAnthropophagus
Absurd és en molts aspectes només una seqüela espiritual d' Anthropophagus. Les connexions entre les dues pel·lícules són les següents: la participació de George Eastman i Joe D'Amato; la presència d'un assassí, interpretat per George Eastman en el mateix paper que el que va interpretar a la primera pel·lícula, l'home destripat i l'associació amb una illa grega en ambdues pel·lícules. L'autor Jim Harper va considerar que "la pel·lícula va extreure moltes de les seves idees de Halloween (1978) en lloc d'Anthropophagous  i que "generalment va funcionar en contra de la pel·lícula".
Joe D'Amato a intentar fer la pel·lícula més atractiva per al mercat americà ambientant-la als Estats Units, tot i que es va rodar a Itàlia.

## Estrena

### Itàlia
Absurd va passar la censura el 21 d'octubre de 1981. A nivell de sales, Absurd es va estrenar com a Rosso Sangue l'octubre de 1981 a Itàlia. Va ser distribuït per la companyia Cinema 80 de D'Amato, que va utilitzar principalment per produir pel·lícules pornogràfiques.
En VHS, la pel·lícula va ser estrenada per Avo i Cinemanetwork.

### Regne Unit
Absurd es va publicar originalment tant en una versió tallada com sense tallar amb un disseny idèntic per Medusa Home Video l'any 1981. En el seu estat sense tallar, Absurd va ser col·locada a la llista de video nasty del DPP el 1983, però aquell mateix any es va estrenar una versió en cinemes amb dos minuts i 23 segons de tall. Tot i així, Absurd va ser un dels vídeos nsty del Regne Unit i es va convertir en un dels 39 títols que es van processar amb èxit sota les Lleis de Publicacions Obscenes el 1984.
El 2016, la companyia britànica "88 films" va dur a terme una campanya de crowdfunding per a una nova masterització de la pel·lícula en 2k. L'objectiu es va assolir ràpidament i es va superar, i el pressupost addicional es va utilitzar per afegir quatre pel·lícules més. El BBFC va qualificar Absurd amb la classificació BBFC '18' sense necessitat de retallar. Aquesta va ser la primera vegada per a la pel·lícula al Regne Unit. Anteriorment, estava censurat amb aquesta qualificació. El nou Blu-ray, llançat per 88 Films, va tenir la seva data de presentació el 13 de febrer de 2017.

### Altres països
Als Estats Units, Absurd es va publicar en VHS per Wizard Video amb el títol Monster Hunter.
La pel·lícula també va ser considerada, en el moment del llançament del seu vídeo domèstic, com una "seqüela" de la sèrie Zombi, sota el títol Zombie 6: Monster Hunter. Una descripció incorrecta a la part posterior de la caixa va promocionar la pel·lícula com a seqüela d'aquelles pel·lícules de zombis. El 25 de setembre de 2018, la pel·lícula es va estrenar en Blu-ray per Severin Films limitat a 3000 còpies.
A Alemanya, la pel·lícula va ser estrenada en DVD per Astro.
Una versió en DVD sense tallar de la pel·lícula es va publicar amb el títol francès, Horrible, a través de Mya Communication el 28 de juliol de 2009. També, una versió en DVD sense tallar que inclou una versió llarga. de la pel·lícula es va estrenar amb el títol alemany Absurd via XT-Video el 15 de desembre de 2010

## Recepció
En el seu llançament, alguns crítics van acusar la pel·lícula de no ser més que una versió italiana de Halloween. Hi ha algunes similituds entre les dues pel·lícules: referències a un 'Bogeyman' i una mainadera i els seus càrrecs en perill d'un assassí silenciós i aparentment indestructible.
Per augmentar la seva fama, la pel·lícula va manllevar el nom del grup alemany de black metal Absurd, els membres del qual després van canviar el seu interès del cinema gore a l'extremisme d'extrema dreta i assassinat comès el 1993.
El 2001, Peter Dendle va anomenar la pel·lícula una "fórmula avorrida slasher."
En el seu llibre sobre pel·lícules slasher publicat el 2004, Jim Harper va opinar que era "una pel·lícula marginalment millor que Anthropophagus" principalment pel seu ritme lleugerament millorat, amb "efectes especials esgotadors cada dotze minuts". o així" -que Harper, però, també critica com a "avorrit i repetitiu". Segons Harper, el treball de càmera de D'Amato és "tan inepte com mai", i "qualsevol humor […] és totalment involuntari".
L'any 2012, Peter Normanton va escriure: "Tot i que està irremeiablement limitat per les limitacions d'un pressupost inadequat, [D'Amato] encara va poder oferir el slasher d'estil americà, amb el guionista George Eastman […] que envoltava prou narrativa. per permetre que el psicòpata s'allunyés entre una sèrie de peces escenari mentre matava un repartiment secundari juvenil eficient."
El crític Jim Harper va opinar que "(Absurd) té una trama més interessant (que Anthropophagous) i, per sort, no conté més d'una hora de material de vacances avorrit. Aquesta vegada els assassinats s'espaien de manera més uniforme al llarg de la pel·lícula".